# 凯特乌
凯特乌（法語：Quettehou，法語發音：[ketu] 或 [kɛtu]），或译作凯图，是法国芒什省的一个市镇，属于瑟堡区和赛尔河谷县（Val-de-Saire）。该市镇总面积16.17平方公里，2009年时的人口为1576人。

## 人口
凯特乌人口变化图示